# Vantörs stadsdelsområde

Vantör i Stockholms kommun.

Vantör uttal (fil) var fram till den 1 januari 2007 ett stadsdelsområde i Söderort, Stockholms kommun med cirka 35 000 invånare. Området omfattade stadsdelarna Bandhagen, Högdalen, Örby, Rågsved, Fagersjö och Hagsätra. Stadsdelsnämnden startade sin verksamhet den 1 januari 1997 som en av 24 stadsdelsområden.
Den 1 januari 2007 gick stadsdelsområdet samman med Enskede-Årsta och bildade Enskede-Årsta-Vantör.
Huvuddelen av Vantör består av flerfamiljshus som växte fram i takt med tunnelbanans utbyggnad på 1950- och 1960-talet. Undantagen är Örby, en villastad som började bebyggas i slutet av 1800-talet, samt delar av Fagersjö med återstående delar av Södertörns villastad från samma tid.